# It's a Raid
It's a Raid è un singolo del cantautore britannico Ozzy Osbourne, pubblicato il 19 febbraio 2021 come quarto estratto dall'undicesimo album in studio Ordinary Man.
Il singolo vede la partecipazione del rapper statunitense Post Malone. Si tratta della seconda collaborazione tra i due artisti, dopo il brano Take What You Want, inserito nel terzo album in studio di Malone Hollywood's Bleeding del 2019.

## Video musicale
Per il brano è stato realizzato un video musicale animato diretto da Patrik Pope e realizzato da DART Production, nel quale Malone e Osbourne vengono inseguiti dalla polizia.

## Tracce
Testi e musiche di Ozzy Osbourne, Post Malone, Andrew Watt, Louis Bell, Chad Smith e Ali Tamposi.
1. It's a Raid (feat. Post Malone) – 4:20

## Formazione
- Ozzy Osbourne – voce
- Post Malone – voce
- Andrew Watt – chitarra, basso, tastiera, cori, produzione
- Caesar Edmunds – basso synth
- Louis Bell – tastiera, produzione
- Chad Smith – batteria